# Cilka Sadar
Cilka Sadar (* 18. September 1991 in Ljubljana) ist eine ehemalige slowenische Snowboarderin. Sie startete in den Freestyledisziplinen.

## Werdegang
Sadar, die für den SD Nič Lažjega startet, nahm von 2007 bis 2015 an FIS-Wettbewerben und an der Ticket to Ride World Snowboard Tour teil. Ihr erstes FIS-Weltcuprennen fuhr sie im September 2007 in Cardrona, welches sie auf dem 17. Platz auf der Halfpipe beendete. Bei den Snowboard-Weltmeisterschaften 2009 in Gangwon-do kam sie auf den zehnten Platz auf der Halfpipe. In der Saison 2009/10 erreichte sie mit dem dritten Platz im Slopestyle beim Horsefeathers Pleasure Jam 2010 in Schladming und den zweiten Rang auf der Halfpipe beim O’Neill Evolution 2010 in Davos ihre ersten Podestplätze bei der World Snowboard Tour. Sie beendete die Saison auf den neunten Rang in der Tourgesamtwertung. Bei ihrer ersten Olympiateilnahme 2010 in Vancouver errang sie den 17. Platz auf der Halfpipe. Im August 2010 gewann sie bei den Snowboard-Juniorenweltmeisterschaften in Cardrona Gold auf der Halfpipe. Zum Beginn der Saison 2010/11 erreichte sie in Saas-Fee mit dem fünften Platz ihre bisher beste Platzierung bei einem FIS-Weltcuprennen. Es folgten zwei zweite Plätze auf der Halfpipe beim O’Neill Evolution 2011 in Davos und bei den Burton Canadian Open Snowboarding Championships 2011 in Calgary. Bei den Snowboard-Weltmeisterschaften 2011 in La Molina errang sie den 31. Platz auf der Halfpipe. Im Februar 2011 siegte sie bei den Nescafé Champs in Leysin im Slopestyle. Die Saison beendete sie auf den vierten Platz in der Tourgesamtwertung. In der folgenden Saison erreichte sie bei der World Snowboard Tour mehrere Top-Zehn-Platzierungen davon eine Podestplatzierung mit dem zweiten Platz im Slopestyle beim Horsefeathers Pleasure Jam 2012 in Schladming. Bei den Snowboard-Weltmeisterschaften 2012 in Oslo belegte sie den 38. Platz im Slopestyle und den fünften Rang auf der Halfpipe. Im März 2012 errang sie den achten Platz auf der Halfpipe bei den Winter X Games Europe 2012 in Tignes. Die Saison beendete sie auf den ersten Platz in der Tourgesamtwertung. In der folgenden Saison errang sie den 12. Platz in der FIS-Freestylegesamtwertung und den vierten Rang in der Tourgesamtwertung. Bei den Snowboard-Weltmeisterschaften 2013 in Stoneham kam sie auf den 17. Platz auf der Halfpipe und den 11. Rang im Slopestyle. Aufgrund einer Knieverletzung beim Training vor den Olympischen Winterspielen 2014 in Sotschi konnte sie bei keinen Wettbewerb bei den Spielen antreten. Im Januar 2015 erreichte sie bei den Snowboard-Weltmeisterschaften am Kreischberg den 31. Platz im Slopestyle und den 16. Rang auf der Halfpipe.